# Kuruclesi út
A Kuruclesi út Budapest II. kerületének egyik útja, Kurucles városrészben, amelyről a nevét vette.

## Leírása
A Kuruclesi út a Budagyöngyénél szétágazó Budakeszi út és Hűvösvölgyi út által közrefogott, háromszög alakú térség egyik hosszanti útja, amely a Budakeszi úthoz közelebb húzódik, a kezdeti szakaszát leszámítva azzal nagyjából párhuzamosan.
A XII. kerületi Zugligeti útból ágazik ki, Virányos városrész területén, észak-északkeleti irányban, de ott csak egészen rövid szakaszon halad. Pár méter után, lámpás csomóponttal keresztezi a Budakeszi utat, kicsivel arrébb a Labanc utat, majd egy erősebb lejtője következik, egyben északnyugati irányba fordul. A lejtő alját elérve kiágazik belőle a Budenz út, amely a Hűvösvölgyi útba torkollik bele. Idáig meglehetősen nagy forgalmat bonyolít, mert része annak a „menekülőútnak”, amely szinte egyedüliként biztosít a város belsőbb területeit elkerülő kapcsolatot a XII. és a III. kerület között.
A Kuruclesi út innen továbbhaladva nagyjából végig ezt az északnyugati irányt követi, a Kuruclesi-völgyben húzódva. A völgyet déli és délnyugati irányból a Ferenc-halom, észak felől a Kis-Hárs-hegy csúcsától délkeleti irányban hosszan elnyúló gerinc határolja. Ez utóbbi gerincen a Széher út húzódik, de az onnan a Kuruclesi-völgyre lefutó völgy végig elég meredek, így keresztutcák nem kapcsolják össze a két utat, csak néhány lépcső, amelyek kizárólag gyalogos közlekedést tesznek lehetővé. A Budakeszi út irányába, illetve az erdőborította Ferenc-halomra ugyancsak nem indulnak keresztutcák, így a Kuruclesi út a Budenz út kiágazásától kezdve gyakorlatilag zsákutcának minősül.
A Ferenc-halom nyugati végénél erdei úttá alakul, majd egy egykori úttörőtábor ingatlanát elérve újból gépkocsival járható úttá válik, amely a Hárshegyi útba torkollik bele. A két aszfaltburkolatú szakasz azonban nem kapcsolódik össze, közöttük járművel nem lehet áthaladni.

## Megközelítése
A Kuruclesi út a legegyszerűbben a Budakeszi úton közlekedő 22-es buszcsalád járataival (22, 22A, 222, 922, 922B), továbbá a Zsámbéki-medence helyközi viszonylataival érhető el, a Kuruclesi út megállóhelytől. Aránylag könnyen megközelíthető a Hűvösvölgyi úton közlekedő busz- és villamosvonalaktól is, a Kelemen László utca megállóhelytől. Felsőbb szakaszát a legkönnyebb a 129-es busz végállomásától, vagy valamelyik Széher úti megállójától megközelíteni.

## Története
A Kuruclesi-völgy neve régebben Maxengraben (Miksa-árok) volt, még régebben pedig Paulus Thalnak, Pál-völgynek nevezték. Utóbbi elnevezés a budaszentlőrinci pálos kolostorra utal, amely e völgy felső végénél helyezkedett el, a mai Budakeszi út mellett, és amelyet a lakói hajdan ezen az úton közelítettek meg. Budapest Székesfőváros Tanácsa 1904-ben dolgozta ki ezen környéknek – így ennek az útnak is – a szabályozását, azt követően alakult ki a jelenlegi, kertes-villás beépítése.

## Jelentősebb épületek, látnivalók az út mentén
- Faragott faerkélyes nyaralók – a Kuruclesi út kanyarja és Labanc út közötti területen több nyaraló állt, amelyek művészi faragású erkélyekkel készültek: ezekről az itt lakók úgy tudták élvezni a kilátást, hogy közben a széltől és naptól is védve voltak. A mai garázssorok fölött látható villa hajdan vadászház volt, amit később ugyancsak nyaralóként használtak.
- Kovács- és Manninger-villa (Kuruclesi út. 11. és 17/c.) – mindkettő Alpár Ignác egyik tanítványa, Takách Béla műegyetemi tanár, többszörösen kitüntetett építész tervei szerint épült.[1]